# Mūzīgaleh
Mūzīgaleh (persiska: موزیگله) är en ort i Iran.   Den ligger i provinsen Mazandaran, i den norra delen av landet, 150 km nordost om huvudstaden Teheran. Antalet invånare är 608.
Terrängen runt Mūzīgaleh är platt, och sluttar norrut. Runt Mūzīgaleh är det tätbefolkat, med 790 invånare per kvadratkilometer. Närmaste större samhälle är Babol, 7,0 km väster om Mūzīgaleh. Trakten runt Mūzīgaleh består till största delen av jordbruksmark.